# Chris Reis

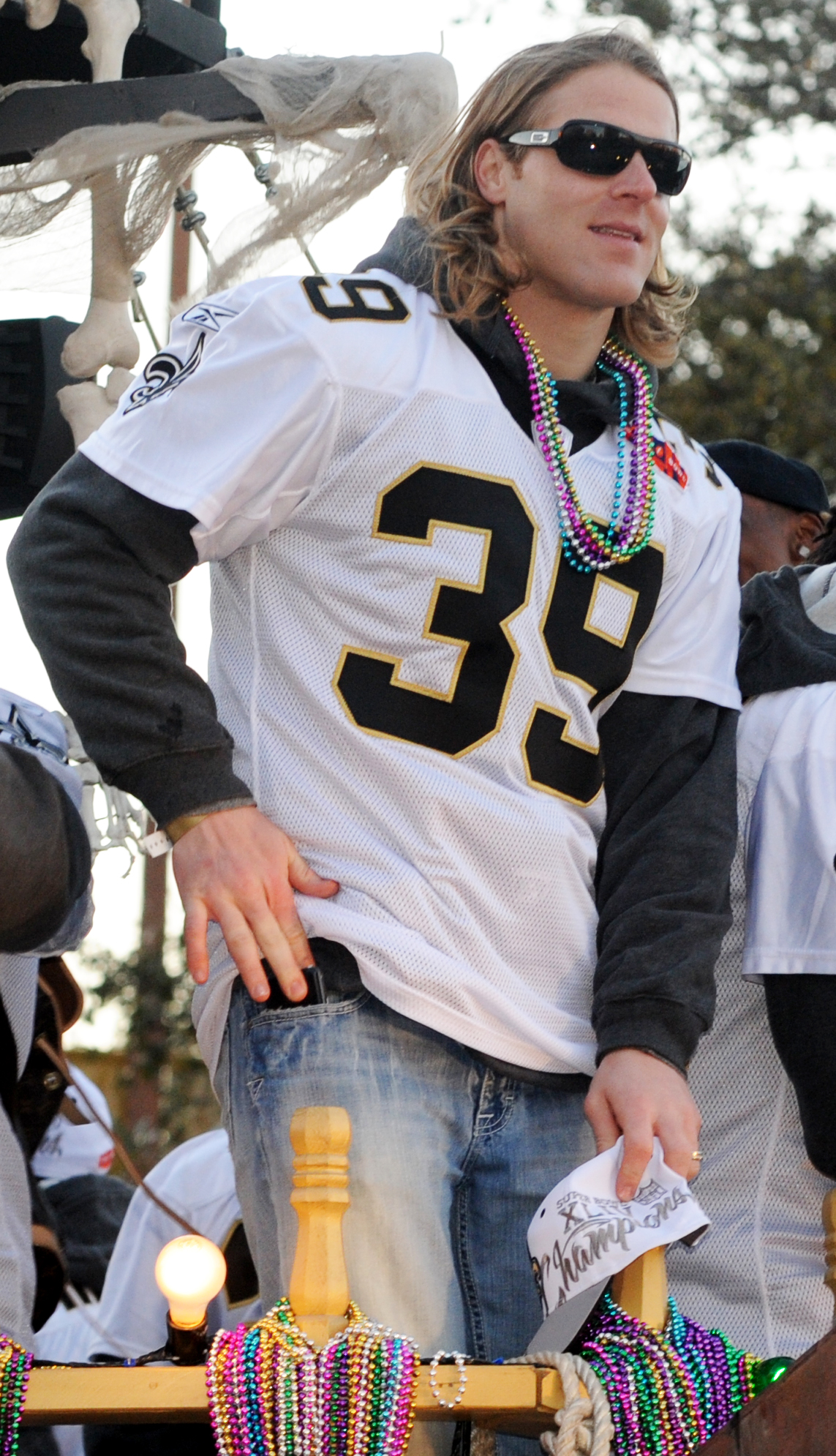
Imagem do ex-jogador de futebol americano estadunidense Chris Reis.

Chris Reis é um jogador profissional de futebol americano estadunidense que foi campeão da temporada de 2009 da National Football League jogando pelo New Orleans Saints.